# De 80 van de Langstraat
De 80 van de Langstraat is een wandeltocht van 80 km, een zogenaamde Kennedymars, die door de streek "De Langstraat" voert. Ze dient binnen de 20 uur al wandelend of marcherend afgelegd te worden. Deze tocht wordt ieder jaar in het tweede weekend van september gehouden. Ieder jaar klinkt het startschot om 20.00u (tot 2012 om 21.00u) vanaf het gemeentehuis in Waalwijk, op dezelfde locatie worden de deelnemers de volgende dag uiterlijk om 16.00u terugverwacht. Elke vijf kilometer passeren de deelnemers een post waar wat te eten of drinken wordt uitgedeeld. Bij de grote controleposten, te weten na 21 km sporthal Die Heygrave (Vlijmen), na 35 km scholengemeenschap De Overlaat (Waalwijk), na 50 km sporthal Waspik (Waspik) en na 63 km Sporthal de Gaasjes (Dongen), is er de mogelijkheid de vermoeide ledematen te laten masseren en een kleine pauze in te lassen. De 80 van de Langstraat behoort samen met de Kennedymarsen van Sittard (paaszaterdag) en Someren (eerste weekend van juli) tot de grootste, van een totaal van ongeveer 25 Kennedymarsen in Nederland.
Op 7 maart 2024 maakte de organisatie van de 80 van de Langstraat bekend dat  de wandeltocht datzelfde jaar geen doorgang kon vinden. De fors gestegen kosten, aangescherpte regels, minder sponsoren en een tekort aan vrijwilligers werden als voornaamste redenen genoemd.

## Geschiedenis
De eerste "80 van de Langstraat" werd gehouden op 28 en 29 augustus 1981 tijdens de in het centrum van Waalwijk te houden Braderie. De organisatie van de Braderie wilde met een extra activiteit de wat "saai" geworden braderie wat nieuw leven inblazen. Bestuurslid en vertegenwoordiger van het lokale huis-aan-huisblad Maasroute Ton Dijkmans ging, samen met 2 oud-dienstkameraden aan de slag. Dijkmans was afkomstig uit Someren, waar al sinds de jaren 60 een succesvolle Kennedymars georganiseerd wordt. Na de eerste editie werd de wandeltocht ondergebracht in een aparte stichting, waarvan Dijkmans de eerste voorzitter werd.
In 1984 werd de 80 voor het eerst gesponsord.

## Deelnemers
Voor de eerste 80 schreven 168 deelnemers in, waarvan er 122 de finish haalden. Aan die 80 werd ook deelgenomen door een groep van 38 wandelaars uit de partnerstad Unna. In de beginjaren (vanaf 1981) was het deelnemersaantal nog gering en kon de hele organisatie met 5 bestuursleden en ± 50 vrijwilligers worden uitgevoerd, vooral ook omdat men zich alleen hoefde te richten op de wandelmars sec. Er waren nog geen wegafzettingen nodig en de inschrijving en controle van de lopers gebeurde nog handmatig. De gestage groei van het aantal lopers en de publieke belangstelling noopten tot uitbreiding van zowel bestuur als vrijwilligers. Vanaf 1986 vond inschrijving en registratie van de lopers plaats met de computer en ook de overige administratie werd geautomatiseerd. Het aantal deelnemers is sinds 2005 vastgesteld op maximaal 3000.

## Route
Tijdens de allereerste 80 moesten de lopers eerst een rondje maken over het parcours van de braderie. De 80 werd gelopen in een aantal lussen, waarbij o.a. Heusden, Waspik en Loon op Zand moesten worden aangedaan. Het bestuur, dat in 1982 de doorstart maakte, besloot meteen het te lopen parcours vooral op dit punt aan te passen. De nieuwe route ging eerst in oostelijke richting, via Vlijmen, Bokhoven, Hedikhuizen, Herpt (controlepost), Heusden en vandaar langs de Maas naar de Sprangse brug. Verder via de Sprangse haven, de Winterdijk naar Waspik (controlepost), richting Raamsdonk, door de Wielstraat naar 's Gravenmoer, via de Bolkensteeg naar Dongen, door het centrum langs de Coca Cola fabriek en dan via De Moer (controlepost) en langs de Efteling terug naar Waalwijk. De finish was op het Raadhuisplein, waar de administratieve afhandeling plaatsvond in een aldaar geplaatste oude legertent.
In 1986 werd de route weer aangepast. Eerst werd er een lus gelopen vanaf het Raadhuisplein, langs Holland Heating, vandaar via de Eikendijk naar de Galgenwiel, door de St Antonius-straat terug naar het centrum van Waalwijk. Dit bleek een sfeervolle aanpassing te zijn: omdat de lopers anderhalf uur na de start weer door het centrum van Waalwijk kwamen. In de loop der jaren zijn er diverse aanpassingen in de route geweest, meestal het gevolg van wegopbrekingen, nieuwe wegen (o.a. het Halve Zolenpad), en nieuwe locaties voor de hoofdposten (omdat vanwege de groei van het aantal deelnemers sommige locaties te krap werden).
In 2016 werd de route verlegd richting Dongen-Vaart, en verdwenen De Moer en Loon op Zand uit de route. Het gebruik van hoofdpost De Wetering in Loon op Zand was vanwege het faillissement van SMC, de stichting die De wetering beheerde, tot juni 2016 onduidelijk waardoor de organisatie genoodzaakt werd een nieuwe hoofdpost te zoeken. Hiervoor is sporthal De Gaasjes in Dongen-Vaart in de plaats gekomen. 
De huidige route loopt o.a. door  Waalwijk, Drunen, Nieuwkuijk, Vlijmen, Haarsteeg, Elshout, Sprang-Capelle, Waspik, 's Gravenmoer, Dongen en Kaatsheuvel.

## Trivia
In 2007 liepen de tien snelste wandelaars de 80 kilometer in minder dan 10,5 uur.
In 2010 liepen snelwandelaars Dirk-Jan Nieuwenhuizen en Bart Snoeren de 80 tweemaal achter elkaar binnen de gestelde tijdslimiet van 20 uur.
In 2018 overleed een deelnemer kort na het bereiken van de finish.